# Thoth (tijdschrift)
Thoth is een tijdschrift dat sinds 1950 wordt uitgegeven door de Maçonnieke Stichting Ritus en Tempelbouw, met als doel de vrijmetselarij te dienen en te bevorderen, met name onder het Grootoosten der Nederlanden. Het fungeert als opvolger van het vooroorlogse blad De Vrijmetselaar.
In Thoth worden zowel historische als actuele onderwerpen behandeld, met aandacht voor ontwikkelingen binnen de Orde en hun impact op de vrijmetselarij. De redactie streeft naar een objectieve benadering en vermijdt deelname aan politieke of bestuurlijke discussies. Hoewel Thoth geen krant is, hecht het tijdschrift wel waarde aan actualiteit en contact met de lezers. De redactie heeft projecten ondernomen om het tijdschrift breder onder de aandacht te brengen, maar streeft tegelijkertijd naar behoud van kwaliteit en objectiviteit.

## Uitgangspunten en karakter
Thoth opereert binnen vastgestelde formele kaders, zoals vastgelegd in het redactiestatuut van de stichting. Het tijdschrift richt zich op het bevorderen van kennis en inzicht in de vrijmetselarij, evenals het documenteren van haar geschiedenis en relevante literatuur.
Inhoudelijk positioneert Thoth zich als een publicatie met een wetenschappelijk karakter, gebaseerd op de methodologie van de authentieke school. Het tijdschrift streeft naar controleerbare feiten, onderbouwd met degelijke documentatie en literatuurverwijzingen.

## Redactie
Hieronder volgt een chronologisch overzicht van de hoofdredacteuren. In enkele perioden werd het redacteurschap gedeeld; de genoemde data zijn indicatief.
| Naam             | Begindatum    | Einddatum     |
| ---------------- | ------------- | ------------- |
| B.C. Slotemaker  | 1949          | mei 1952      |
| M. ten Cate      | circa 1953    | circa 1955    |
| Joh.J. Hanrath   | januari 1956  | december 1972 |
| P.H. Pott        | maart 1973    | december 1987 |
| D.C.J. van Peype | februari 1988 | augustus 2000 |
| B. de Boer Lzn   | juni 1993     | december 2003 |
| E.P. Kwaadgras   | januari 2004  | —             |
| M.E.C. Schouten  | januari 2004  | —             |